# Morelia spilota
Morelia spilota, comumente conhecida como píton-carpete, é uma grande cobra da família Pythonidae encontrada na Austrália, Nova Guiné ( Indonésia e Papua Nova Guiné ), Arquipélago de Bismarck e no norte das Ilhas Salomão. Muitas subespécies são reconhecidas; O ITIS lista seis, o banco de dados de répteis seis, e o IUCN oito.

## Descrição
M. spilota é uma grande espécie de píton de seu gênero, atingindo entre 2 e 4 metros de comprimento e pesando até 15kg . EM. mcdowelli é a maior subespécie, atingindo regularmente comprimentos de 2.7 a 3m. EM. variegata é a menor subespécie, normalmente com 2m de comprimento. Um macho de 3 anos de idade, M. s. mcdowelli, mantido em cativeiro na Irlanda, excedeu 3,96 metros. Os machos são normalmente menores que as fêmeas; em algumas regiões, as fêmeas são até quatro vezes mais pesadas. A cabeça é triangular com uma fileira conspícua de fossetas labiais termorreceptivas.

## Subespécies
A distribuição geográfica e os nomes comuns podem ser resumidos da seguinte forma: 
| Subespécie    | Autor do táxon           | Nome comum | Alcance geográfico |
| ------------- | ------------------------ | ---------- | --- |
| EM. cheynei   | Poços e Wellington, 1984 |            | Austrália no nordeste de Queensland |
| EM. mcdowelli | Poços e Wellington, 1984 |            | Austrália no leste de Queensland e nordeste de Nova Gales do Sul |
| EM. metcalfei | Poços e Wellington, 1984 |            | Austrália na Bacia Murray-Darling de Queensland, Nova Gales do Sul, Victoria e Sul da Austrália |
| EM. spilota   | (Lacépéde, 1804)         |            | Austrália no leste de Nova Gales do Sul e no extremo leste de Victoria |
| EM. variegata | Cinza, 1842              |            | Nova Guiné ( Nova Guiné Ocidental e Papua Nova Guiné ) e Austrália no noroeste da Austrália Ocidental e na porção norte do Território do Norte (espécimes da Nova Guiné são referidos por Hoser (2000) como M. harrisoni, mas isto não é oficialmente reconhecido como uma espécie ou subespécie separada) |